# Нечтел, Лэрри
Лоуренс Уильям Нечтел (4 августа 1940 — 20 августа 2009) — американский клавишник и басист, член Wrecking Crew, группы сессионных музыкантов из Лос-Анджелеса, работавших с такими известными артистами, как Simon & Garfunkel, Дуэйн Эдди, The Beach Boys, The Mamas & the Papas, The Monkees, The Partridge Family, Билли Джоэл, The Doors, Grass Roots, Джерри Гарсия и Элвис Пресли. Играл в рок-группе 1970-х Bread.

## Биография
В детстве v брал уроки игры на пианино, большей частью играл на слух. Позднее собственноручно собрал радиоприемник, и слушал на местных R&B станциях блюз и ранний рок-н-ролл. Играл в местных молодёжных группах центрального Лос-Анджелеса, где подружился с впоследствии прославившимися музыкантами — саксофонистом Джимом Хорном и гитаристом Майком Дизи. В 16 лет записал первую пластинку — инструментальный сингл «Pigeon-Toed». Часто играл как сессионный музыкант в записях разных групп.
После школы поступил в колледж изучать электронику, но по преглашению Дуэйна Эди съездить в турне с «The Rebels» в 1959 году, и бросил учёбу. После гастролей по США, Европе и Австралии  группа осела в Аризоне; Нечтел играл в местных заведениях, подрабатывал в массовках в ковбойских фильмах. Здесь же он научился играть на бас-гитаре и стал штатным басистом группы.
Впоследствии Ларри группу покинул группу, переехал в Лос-Анджелес и завел семью. Через бывшего партнера Стива Дугласа он познакомился с Филом Спектром, и стал получасть заказы на сессионные записи у различных исполнителей.
В то время его бас-гитара была более востребована, чем клавишные, а кроме того, он ещё играл и на губной гармонике. С развитием звукозаписи Ларри Нечтел стал одним из членов объединения сессионных музыкантов, которое называли «The Wrecking Crew», куда помимо него входили Джим Хорн (Jim Horn) и Майк Дизи (Mike Deasey), гитарист Глен Кэмпбелл (Glen Campbell), пианист Леон Рассел (Leon Russel), барабанщик Хал Блейн (Hal Blaine), бас-гитаристы Джо Осборн (Joe Osbourne) и Кэрол Кей (Carol Kaye), и другие. Ритм-секцию в составе Нечтел, Блейн и Осборн часто использовали в своих записях такие группы, как «Fifth Dimension», «The Mammas and The Pappas», «Simon and Garfunkel».
В конце 60-х гг. музыканты из «Wrecking Crew» постоянно работали в студиях, зачастую имея по три сессии в день. Во время проведения знаменитого поп-фестиваля в Монтеррее Нечтел играл с четырьмя группами. В эти годы он также играл на бас-гитаре в программе «Comeback» Элвиса Пресли и в дебютных пластинках «The Byrds» и «The Doors»; на электрооргане «Hammond B-3» в альбоме The Beach Boys «Pet Sounds». Работает аранжировщиком у «Simon & Garfunkel» на записи альбома «Bridge over Troubled Water», за что заслужил Грэммиж.
В начале 70-х присоедился к группе «Bread», где в следующих двух альбомах группы он играл на басу и клавишных. Во время турне же он работал преимущественно в качестве бас-гитариста.
После распада «Bread» Ларри вернулся к сессионной работе. Вместе со звукоинженером Джеем Сентером они спродюсировали некоторых начинающих исполнителей.
Ларри Нечтел в 1988 г. переехал на семь лет в Нэшвилл, где записал сольные диски «Mountain Moods» и «Urban Gypsy». В это же время Элвис Костелло пригласил его принять участие в записи альбома «Mighty Like a Rose»; после этого Нечтел отправился в турне с групой Костелло и записал с ним ещё один диск на Барбадосе.
В 1995 году Ларри съездил в мировое турне с воссоединившимся «Bread».
Принял участие в записи альбома Dixie Chicks «Taking the Long Way», который завоевал 5 премий Грэмми. В течение 2006 года Ларри выступал с группой; в 2007 году попал на церемонию вручения Грэмми, в том же году вписан в Зал Славы рок-н-ролла (вместе с другими участниками «Wrecking Crew»).